# جيمس شانكار سينغ
جيمس شانكار سينغ (بالإنجليزية: James Shankar Singh)‏ هو سياسي فيجي، ولد في 10 مايو 1924، وتوفي في 27 يوليو 2014. حزبياً، نشط في حزب الفيدرالية الوطني. وقد انتخب عضو مجلس نواب فيجي.